# Niskasaari (ö i Norra Österbotten, Koillismaa, lat 66,22, long 29,16)
Niskasaari är en ö i Finland. Den ligger i sjön Kantojärvi och i kommunen Kuusamo i den ekonomiska regionen  Koillismaa ekonomiska region  och landskapet Norra Österbotten, i den nordöstra delen av landet, 700 km norr om huvudstaden Helsingfors. Öns area är 1,8 hektar och dess största längd är 220 meter i nord-sydlig riktning.